# Galaktická říše (knižní série)
Galaktická říše je vědeckofantastická série obsahující tři romány a jednu povídku amerického spisovatele Isaaca Asimova. Jsou to tyto (řazeno chronologicky podle obsahu):
- Hvězdy jako prach, angl. The Stars, Like Dust (1951)[1]
- Kosmické proudy, angl. The Currents of Space (1952)[1]
- Oblázek na obloze, angl. Pebble in the Sky (1950) – první román série.[1]
- Slepá ulička, angl. Blind Alley (1945) – povídka česky publikovaná v knize Neznámý Asimov II.

Tyto příběhy jsou zasazeny do stejné budoucnosti jako série o Nadaci , která se začala objevovat v časopisech od roku 1942. Knihy navzájem navazují jen volně, každá z nich obsahuje svůj originální děj. Společným prvkem je autorova idea budoucí Galaktické říše s různými technologickými aspekty (např. blaster, neuronový bič, hyperrelé, psychická sonda, vynález vizisonoru) a určitým shodným prostředím (např. planety Trantor, Země). Další návaznost se později objevila v knize Roboti a impérium, kde spisovatel odhalil, jak se Země stala radioaktivní – což je zmíněno ve všech třech románech série.
Povídka Slepá ulička je jediným příběhem zasazeným do univerza Nadace, v němž se vyskytuje mimozemská inteligence. Všechny ostatní příběhy obsahují pouze lidskou civilizaci. Zároveň je to první povídka, která Asimovovi vyšla v některé vědeckofantastické antologii (konkrétně v The Best of Science Fiction z roku 1946 od Groffa Conklina).
Isaac Asimov později přičlenil tuto sérii k sáze Nadace a musel vymyslet dějový motiv, proč roboti ze série o robotech vymizeli z knih o Galaktické říši. Důvodem byl fakt, že Asimov psal původní povídky o robotech a o Nadaci jako oddělená témata.

## Děj

### Hvězdy jako prach
Již padesát let vládnou světům království Nebuly (Mlhovina Koňská hlava) Tyrantové. Sice nevládnou krutě, ale brání ekonomickému rozmachu království Nebuly a sbírají nejsladší plody pocházející z porobených planet. Technické vědy a výuka kosmické pilotáže jsou zakázány.
Rančer Widemos z planety Nefelos – čestný a přímý muž – je členem odboje proti novým vládcům. Odešle svého syna Birona Farrilla na Zemi, jejíž povrch je z velké části radioaktivní, aby zde studoval v království zakázané technické věci. Jednoho dne je Biron probuzen Sanderem Jontim a zjistí, že nemůže odejít z pokoje ubytovny. V pokoji nalezne radiační bombu. Jonti jej vysvobodí a sdělí mu, že jeho otec byl zabit a on sám se nachází ve velkém nebezpečí, jdou po něm Tyranti. Odešle jej za direktorem Rhodie Hinrikem V.
Tam mladý nástupce rančera zažádá o azyl a seznámí se s dcerou direktora Artemisií a s jeho bratrancem Gillbretem. Krásná Artemisie se mu hned zalíbí. Direktor Hinrik V. z dynastie Hinriadů na Farrilla povolá tyrantské stráže a Biron Farrill prchá s Artemisií a Gillbretem na ukradené tyrantské lodi Nelítostný do kosmu. Gillbret navrhne cíl cesty: nezávislou planetu Lingan, kde sídlí autarch, jenž by mohl být nakloněn myšlence povstání proti Tyrantům.
Po příletu na Lingan se mladý Farill dočká překvapení, vládce planety autarcha již zná, je jím Jonti. Farrill mu příliš nedůvěřuje, autarch navíc obviní v nepřítomnosti otce Artemisie, rhodijského direktora Hinrika V. z vraždy rančera Widemose. Farrill mu nevěří, ale jeho vztah k Artemisii ochladne. Nicméně se všichni shodnou na společném postupu, je třeba najít povstaleckou planetu, kde Gillbret v minulosti ztroskotal. Společně odlétají pátrat do mlhoviny Koňská hlava.
Teprve pátá objevená planeta se jeví jako možná planeta povstalců. Nikdo z výpravy netuší, že tyrantské lodě vedené komisařem Simokem Aratapem jsou jim v patách. Biron Farrill vystoupí s lodi a s autarchem jdou instalovat vysílačku. Farrill ví, že to je past. Skutečně, autarch z Linganu – Jonti, jej chce zabít a potvrdí mu i jeho domněnku, že zabil starého rančera. Byl příliš populární – a tedy konkurent. Artemisie zahlédne teleskopem autarchova pobočníka Rizzetta jdoucího za dvojicí mužů a přestože se k ní mladý Biron chová chladně, cítí potřebu jej varovat. Rizzett však též pochopil, že autarch je zrádce a již na lodi mu vyndal energetický zásobník z jeho zbraně. Autarch je přemožen.
Na linganské lodi promlouvá Biron Farrill k posádce, které byl předložen záznam rozhovoru a předchozích událostí. Většina mužů je na jeho straně, avšak někteří stále pochybují. V tomto momentě se na svéně objeví tyrantský komisař Aratap se svými vojáky a také s direktorem Hinrikem V. – otcem Artemisie. Schopný komisař věděl o celém spiknutí a nyní požaduje souřadnice planety spiklenců výměnou za beztrestnost. Autarch mu je předá, což rozzuří jeho bývalého pobočníka Rizzetta, jenž se zmocní zbraně jednoho ze strážných a se slovem "Zrádče!" jej usmrtí. Gillbret se vytratí a než je nalezen, stačí provést sabotáž na hyperatomovém motoru. Při prvním hyperprostorovém skoku bude celá kosmická loď zničena a planeta povstalců nebude nalezena. Tuto informaci sdělí na cele Bironovi. Biron je zděšen, k tomu nesmí dojít. Ví, že pokud se tak stane, bude vše ztraceno. Proto informuje komisaře, aby nechal zkontrolovat motory. Aratap tak učiní. Farrill tvrdí, že planeta povstalců neexistuje a souřadnice jsou Tyrantům k ničemu. Aratap nechá po opravě motorů pokračovat v misi ... a nenalezne nic. Farrill měl pravdu, zčásti. Komisař Aratap je nejen velmi inteligentní, ale též velkorysý a propouští zajatce bez trestu. Farrill již na linganské lodi vysvětluje Artemisii a Rizzettovi, proč musel zabránit explozi lodi. Na palubě byl Hinrik V., direktor Rhodie, planety povstalců a jeho smrtí by se hnutí destabilizovalo. Do místnosti vkročí Hinrik V. a jeho slova potvrdí.

### Kosmické proudy
Pracovník Mezihvězdného úřadu pro kosmoanalýzu pocházející ze Země (později vystupující v příběhu pod jménem Rik, neboť na své vlastní si nemůže vzpomenout) odhalí blížící se pohromu hrozící Florině, planetě, kde se pěstuje kyrt. Tato informace není někomu po chuti a Rikovi je za použití psychické sondy drasticky vymazána paměť. Tento zásah značně zredukuje jeho rozumové schopnosti a on je ve stavu blízkém těžké mentální retardaci nalezen na Florině v kyrtovém poli.
K případu je povolán místní guvernér – měšťan Myrlyn Terens a pověří domorodku Valonu Marchovou, aby se jej ujala. Rik (jméno je odvozenina, slangový výraz dělníků pro pitomce) pracuje v továrně na zpracovávání kyrtu a postupně se mu některé vzpomínky v paměti navrací. Myrlyn Terens drží nad dvojicí ochrannou ruku a poté, co si Rik vzpomene na určité věci, vezme jej do Florinské pobočky veřejné knihovny Sarku v Horním Městě, kam má povolen přístup. Horní město obývá převážně sarkanská aristokracie. Terens doufá, že by si Rik mohl rozvzpomenout na další
důležité věci, pokud uvidí některá encyklopedická hesla. Skutečně, Rikovi něco řekne pojem kosmoanalýza. S ní spojené tituly jsou hlídány, neboť to nenápadně zařídil Dr.Selim Junz, pověřený pracovník Mezihvězdného úřadu pro kosmoanalýzu, jenž obdržel hlášení Pozemšťana a nyní po něm pátrá. Terens je zneklidněn a chce se svým chráněncem odejít, je však zadržen stráží na příkaz knihovnice. Hlídače eliminuje Valona, která dvojici nenápadně sledovala. Všichni tři společně prchají z Horního Města do Dolního, kde jim poskytne azyl ve svém krámu muž zvaný Pekař.
Pekař se jmenuje Matt Chorov a slouží na Florině jako trantorský agent. Zatímco hlídky prohledávají Dolní Město, ukryje uprchlíky ve falešné peci a umožní jim zde strávit noc.
Dr. Selim Junz z Mezihvězdného úřadu pro kosmoanalýzu zatím bezvýsledně pátrá po zmizelém kosmoanalytikovi a spojí se s Ludiganem Abelem, velvyslancem Trantoru na Sarku. Abel chápe jeho intervenci a přislíbí pomoc, neboť Trantor má zájem o začlenění Floriny i Sarku pod svůj vliv a zmizení kosmoanalytika může být vhodná záminka. Dr. Junz je vytrvalý, neboť navíc sympatizuje s florinským odporem a již zaslechl zprávy o napadení hlídky.
Měšťan Terens už ví, že se stal psancem. Od mládí nenávidí Sarkany, protože pochopil metodu jejich útisku. V noci se vytratí z pekárny a obstará si uniformu hlídky a zbraň. Chorov má za úkol ráno odvést Rika doprovázeného Valonou do bezpečí. Obstará jim falešnou identitu a má je doprovodit na kosmodrom. Plán mu překazí Terens, jenž Chorova zastřelí. Rik pro něj představuje jedinou šanci na politický zvrat na Florině – vymanění se z otroctví. Valona s Rikem prchají, nepoznají Terense v uniformě. Dostanou se na kosmodrom, ale nalodí se na loď, s níž cestuje Samia z Fife – dcera nejbohatšího sarkanského velkozemana z Fife. Na lodi jsou odhaleni a zadrženi a lady Samia si vyslechne jejich příběh, což podnítí její zvědavost. Na lodi si Rik vzpomene na další věci, např. na to, že zkoumal kosmické proudy určitých prvků – zejména uhlíku.
Myrlyn Terens následuje dvojici na kosmodrom, ale přichází pozdě. Vydává se do Horního Města, kde se zbaví již příliš podezřelé uniformy a zabije zemana. Obleče si jeho šaty a zjistí, že zeman vlastnil kosmickou jachtu. To je dobrá zprává s jedinou chybičkou, Terens neumí pilotovat. Přesto se vydává na daný kosmodrom.
Před téměř rokem na Sarku proběhla videokonference 5 místních velkozemanů, jež soustřeďují celou moc a ovládají obchod z kyrtem, kterou svolal Fife. Nastínil partnerům (z nichž každý je pánem jednoho kontinentu) situaci a zmínil se o zmizelém kosmoanalytikovi. Velkozemané dostali vyděračský dopis týkající se nebezpečí pro Florinu a ohrožení obchodu s kyrtem. Od té doby se však vyděrač neozval, něco jej vyplašilo. Nyní Fife svolává novou poradu a sdělí ostatním velkozemanům, že jeden z nich je zrádce, čímž byl nucen zrušit kontinentální autonomii a svrchovanost každého z nich. Velkozeman Steen to považuje za ambici Fifeho stát se jediným vládcem Sarku a převzít celý obchod s kyrtem a prchne na trantorské velvyslanectví.
Situace graduje a po několika vyhrocených jednáních se schází u jednacího stolu všichni protagonisté příběhu. Myrlyn Terens a Steen pod trantorským patronátem, dr. Junz za úřad, Fife, jenž má v hrsti Rika s Valonou za Sark. Vyjde najevo, že Rika zbavil paměti bývalý měšťan Myrlyn Terens, jenž v něm viděl nástroj pro svůj boj proti Sarkanům. Kosmoanalytik totiž zjistil, že kvůli kosmickým proudům se florinské slunce nachází ve stadiu zrodu novy a planetě hrozí zánik. Dr. Selim Junz se svým humanistickým přesvědčením navrhne řešení vhodné pro všechny. Sark prodá výhodně Florinu Trantoru, neboť je jen otázka času, že kyrt bude možno vypěstovat i jinde (je téměř jisté, že na jeho růst má vliv slunce procházející přeměnou v novu) a planeta bude evakuována. Tak se nakonec i stane.

### Oblázek na obloze
Joseph Schwartz kráčí ulicemi Chicaga, když jej v osudovém momentě zasáhne paprsek, jenž vyzářil z nedalekého Ústavu jaderného výzkumu. Díky tomu se octl v daleké budoucnosti, kde se už zformovala Galaktická říše s centrální planetou Trantorem. Téměř vše je odlišné od toho, co dříve znal, Schwartz nerozumí ani řeči soudobých Pozemšťanů. Nejvíce se změnila samotná planeta, je totiž z velké části zamořená radioaktivitou. Obyvatelé Země nejsou mezi ostatními národy v říši oblíbení, jsou považování za potížisty a podřadné členy. V minulosti rozpoutali třikrát konflikt. Zemi spravuje říšský prokurátor, na planetární úrovni zde má největší vliv pozemský premiér a silné Bratrstvo tradicionalistů, které de facto kontroluje obyvatelstvo. Tomu je povoleno dožít se maximálně 60 let.
Josepha Schwartze se ujme rodina Marenových, kteří ukrývají Grewa, otce Loy Marenové. Schwartz by se jim hodil, považují jej sice za slabomyslného, ale mohl by zastat nějakou práci a ulehčit jim. Arbin Maren se rozhodne zavézt jej do města Chico, kde vědec Affret Shekt shání dobrovolníky pro svůj „synapsifikátor“. Tento přístroj má umožnit velmi rychlé učení. O přístroj se zajímá i říšský prokurátor lord Ennius, jenž má obavy, aby se z něj nestala nová zbraň Pozemšťanů. Ke všemu na Zemi přilétá uznávaný archeolog Bel Arvardan z planety Baronn, který zastává teorii, že civilizace se rozšířila právě ze Země (to je v galaxii odmítaný názor). Hodlá zde najít důkazy pro svá tvrzení. Když cestuje stratojetem do Chica, dozví se hrůznou skutečnost. Pozemšťané podstupují před dosažením 60 let rozlučkovou cestu, po níž je čeká eutanazie. Když se pokusí o debatu na toto téma (přitom vyjde najevo, že je cizinec), lidé ve stratojetu se od něj odtáhnou. O hovor s ním se snaží pouze jistý Creen, nasazený provokatér Bratrstva tradicionalistů v pravidelné letecké lince.
V Ústavu jaderného výzkumu v Chicu mezitím Joseph Schwartz podstoupil pod dohledem dr. Shekta pokusný zákrok na „synapsifikátoru“, z něhož se zotavuje. Dr. Shekt hlásí výsledek lordu Enniovi, tvrdí mu, že pokus nebyl úspěšný. Nemluví však pravdu, Schwartz nejenže přežil, ale jeho rozumové schopnosti se rychle rozvíjejí. Navíc má posílenou intuici. Po týdnu se Schwartz rozhodne z ústavu utéci. V nestřežený okamžik se mu to podaří, ale v cizím světě se nedokáže zorientovat. V jedné jídelně vyžebrá několik kreditů (platidlo) na jídlo od dvou řidičů aerotaxi. Poté jej v obchodním centru zadrží Bel Arvardan, který se snaží pomoci s pátráním Pole Shektové. Nejsou sami, kdo o Schwartzově útěku ví. Zpovzdálí vše sleduje agent Bratrstva tradicionalistů Natter, jenž vše hlásí výš. V obchodním domě vyvolá paniku tím, že imperiální posádce ohlásí výskyt radiační horečky. Sám se nabídne, že Schwartze za úplatek převede přes bezpečnostní koridor. Na místo dorazí imperiální vojáci. Schwartze nenajdou, zadrží pouze Polu a Bela Arvardana, který se vzepře arogantnímu jednání vojenského důstojníka. Je paralyzován pomocí nervových důtek a společně s Polou odvezen na základnu. Když se zjistí jeho totožnost, je propuštěn a zařídí i proupuštění pro Polu (která je mu mimochodem sympatická). Začíná chápat, jak působí předsudky vůči Pozemšťanům, kteří nejsou bráni jako plnoprávní občané Galaktické říše.
Natter skutečně dopraví Schwartze do Ústavu a předá jej do rukou dr. Shekta. Vše ohlásí svým nadřízeným. Tajemník premiéra se domnívá, že jde o komplot Říše, považuje Schwartze za agenta a Arvardana za osobu, která má od něj odlákat pozornost. Rovněž podezřívají dr. Shekta ze zrady tradicionalistických ideálů. Je rozhodnuto, že se zatím nebude zasahovat do dění a bude se čekat na další kroky členů údajného spiknutí. Joseph Schwartz se vrací na farmu Marenových, kde jím pomáhá s prací. Naučil se již obstojně řeč a po práci občas hrává s Grewem šachy. Během jedné partie se odváží zeptat na otázky, které jej tíží. Dozví se, že je rok 827 galaktické éry a Země je z velké části radioaktivní. Vesmírem se rozprostírá Galaktická říše složená z milionů obydlených světů. Rozhodne se opět pro útěk.
Během úprku je pronásledován Natterem, což díky svým vylepšeným smyslům dokáže odhalit. Jeho schopnosti jsou téměř telepatické, navíc dokáže myslí zabíjet, což učiní v případě Nattera. Je ohromen, že když zjistí, že Natter je mrtev. Vydává se do Chica, kde však jsou však na něj členové Bratrstva připraveni. Tentokrát je to Schwartz, kdo je paralyzován nervovými důtkami.
Bel Arvardan se sejde s premiérem a požádá o doporučující dopis pro setkání s dr. Shektem. Když se s ním sejde, fyzik vypadá velmi vyčerpaně, žije totiž v atmosféře strachu. Cítí, že je sledován, proto avizovanou schůzku s Belem Arvardanem oficiálně odmítne. Ještě předtím se svěřil své dceři Pole s vážnými věcmi. Pola naléhá, aby se obrátili na pomoc právě na Arvardana. K setkání dojde tajně. Pola Shektová naviguje Arvardanův vůz do garáží jejich domu, kde jí Bel vyjádří své city. Pole také není lhostejný, ale je trochu zdrženlivější. V domě mu dr. Shekt prozradí tajemství Bratrstva tradicionalistů. Chtějí do galaxie vypustit zmutovaný smrtelný virus (vlivem zvýšené radioaktivity je na Zemi více mutací), tzv. radiační horečku, která má zdecimovat obyvatelstvo Galaktické říše. Bel Arvardan mu uvěří a hodlá informovat říšského prokurátora Ennia, ale všichni jsou ještě v domě zadrženi tajnou službou. Při zásahu je osobně přítomen premiérův tajemník Balkis, který se již vidí galaktickým vládcem. Všichni jsou internováni ve Dvoraně nápravy v Chicu ve stejné cele. Zde se Schwartz rozhodne spolupracovat s ostatními a zabránit pohromě. Využije svých neobyčejných psychických schopností ke zmocnění mysli Balkise. Skupině vězňů se pak se svým rukojmím podaří uprchnout na základnu imperiální posádky Fort Dibburn, kde si žádají slyšení u říšského prokurátora lorda Ennia. Mezitím se před kasárnami srotí dav lidí a požaduje propuštění Balkise. Dr. Shektovi, Pole, Belu Arvardanovi a ani Josephu Schwartzovi se však prokurátora nepodaří přesvědčit o závažnosti situace. Když už se zdá, že Balkis triumfuje, podaří se Schwartzovi ovládnout mysl poručíka Claudyho a odletět s ním do Senloo, kde stojí chrám – centrum bakteriologických zbraní. Poručíku Claudymu není příliš proti mysli chrám vybombardovat, Pozemšťany hluboce nenávidí a Schwartz mu teď jen oslabil pocit disciplíny a zodpovědnosti. Útok jediné planety proti mnohamiliardové Galaxii se neuskutečnil, Bratrstvo tradicionalistů zodpovědné za tento pokus bylo rozprášeno. Na Zemi byla z ostatních planet přivezena nekontaminovaná půda.

### Slepá ulička
Děj se odehrává na planetě Cepheus 18, kam bylo lidmi přemístěno cca 5 000 posledních příslušníků nehumanoidní rasy z jejich umírající planety. Cepheus 18 je pojat jako kombinace obrovské rezervace a laboratoře pro tyto tvory, jejichž společnost se vyznačuje mnoha zajímavými rysy, které lákají vědce ke zkoumání (např. mezi nimi neexistuje zločinnost, mají vysokou schopnost regenerace po zranění, disponují komunikací na bázi telepatie). Vědeckou obec zastupuje Tomor Zammo, jenž nehumanoidy považuje jen za trochu inteligentnější zvířata a usiluje o povolení k bezohlednému výzkumu (nehumanoidé mají mnoho práv, která by tímto byla porušena). Zastáncem opačného, více humanistického přístupu je novinář Gustiv Bannerd, jenž se na problém dívá z filosofického hlediska. Je přesvědčen, že by mimozemšťané mohli lidem ukázat něco ze své kultury, pokud by lidé byli dostatečně trpěliví. Ve střetu těchto zájmů se nachází civilní dohlížitel Cephea 18 Loodun Antyok, kterého Bannerd i Zammo považují za nekompetentního byrokrata, jenž neriskuje přímou konfrontaci.
Jednoho dne se Antyok s Bannerdem sejdou s vůdcem nehumanoidů při rozhovoru. (Lidskou) vládu znepokojuje, proč se mimozemšťanům nerodí děti. Vůdce Antyokovi vysvětlí jejich pozici, lidé je sice zachránili před téměř jistým vyhynutím, ale zároveň je postavili do slepé uličky. Zmizel faktor boje o přežití, nyní mají všechny fyziologické potřeby pro život zajištěny, ale nejsou v podstatě svobodní. Není jim dovoleno opustit Cepheus 18, proto se dobrovolně rozhodli postupně vyhynout.
Antyok ani zdaleka není neschopným úředníkem, za jakého jej Bannerd se Zammem považují. Naopak je to velmi kompetentní člověk, jenž dokáže v rámci pravidel a daných zákonů téměř nemožné. Osnová plán na záchranu nehumanoidů spoléhajíce se na to, že dokáží „telepaticky“ zjistit jeho záměry a využít toho. Díky vysoké prioritě udělené vládou projektu zkoumání mimozemské rasy zařídí dopravit na planetu náklad fluoreskujících koulí. Nehumanoidé se zmocní kosmických lodí (kterých Antyok objednal dost na to, aby se do nich vešli všichni) a odletí do galaxie Magellanův oblak. Když to vyjde najevo, všichni zúčastnění (kapitán kosmické flotily, Zammo i Bannerd) si uvědomí, jak rafinovaně to Antyok provedl. Ten je však díky brilantním znalostem byrokracie krytý, od všech rozhodnutí existuje dokumentace, která jej však zbavuje přímé zodpovědnosti. Tento fakt posvětí i Úřad pro Vnější provincie, který mu následně přidělí další úkol.